# ボイメン新世紀 祭戦士ワッショイダー
『ボイメン新世紀 祭戦士ワッショイダー』（ボイメンしんせいき まつりせんしワッショイダー）は、日本の特撮テレビドラマ、変身ヒーロードラマである。制作協力を受け持つCBCテレビで2018年4月13日から6月15日の間に金曜1時29分から1時59分（木曜深夜）の時間帯に放送。毎日放送とBS11でも時差放送された。全10話。

## 概要
名古屋を拠点に活動する男性グループ・BOYS AND MEN（通称：ボイメン）の弟分である7人組グループ・祭nine.の初主演作品であり、「祭nine.が名古屋の平和を守るため『祭戦士ワッショイダー』に変身し、あの手この手で怪人を倒す」という内容のご当地ヒーロードラマである。祭nine.は本人と同じ名前の役を演じ、ワッショイダー変身後も自分たちで演じてアクションを披露する。メンバーの劇中のキャラクターは演者本人の実際の人物像とは異なる、と説明されている。名古屋を舞台とした作品であり、ドラマには名古屋めしや名古屋の名所が登場する。
はじめはCBCで放送される東海ローカルの放送と発表されていたが、のちに毎日放送（近畿広域圏）とBS11（全国）での放送が決まった。「特撮ヒーローもの」であるが、深夜帯での放送であり、祭nine.が「このドラマは、大人向けなんです」と説明している。

## あらすじ
寺坂頼我・野々田奏・清水天規・浦上拓也・横山統威・神田陸人・髙崎寿希也の7人は、名古屋を拠点に活動するエンターテイメント集団・祭nine.のメンバーであり、愛知県立神楽高等学校のクラスメイトである。祭nine.は先輩グループ・BOYS AND MEN（以下、「ボイメン」）に憧れ、「夢は諦めなければ必ず叶う」をモットーに、日々稽古やチラシ配りに勤しみながら高校生活を送っている。リーダーの寺坂は、常にボイメンのリーダー・水野勝に励まされ、水野を兄のように慕っている。彼らが暮らす名古屋はひそかに、人間の「夢」を食べることで地球征服を企む大魔王ガブリンが手始めに狙う標的となっていた。
愛知県体育館で行われるボイメンのライブ当日、ステージ上で所属事務所の社長・谷口から「メンバー全員と連絡が取れなくなった」と発表され突如中止となる。謝罪する谷口に観客が次々と物を投げつける騒ぎとなり、舞台袖に控えていた祭nine.はこれを止めに入る。この事態が起こる前に寺坂は、ボイメンがガブリンに戦いを挑みに行くことを水野から知らされており、「もしも俺たちが戻って来なかったら、そのときはお前たちが名古屋を守れ」と告げられていた。失踪から3か月が経ってもボイメンは消息不明のままである。魔界にいるガブリンの下には、戦いに敗れて夢を食べられたボイメンが洗脳され、ガブリンに忠誠を誓う魔人と変わった「十傑衆」がいた。
祭nine.のクラスメイトでマドンナ的存在の西野明日香には、フィギュアスケートの選手になるという夢がある。西野のコーチは十傑衆のひとりであり、練習中に怪物に姿を変えて西野に襲いかかりその夢を食べる。浦上・横山と一緒にここに居合わせていた寺坂は水野から譲り受けた「でんでん太鼓」を使い、ヒーロー・祭戦士ワッショイダーに変身した。驚く浦上と横山にも変身を促し、3人で怪物を倒す。そして他のメンバーも皆ワッショイダーになることを受け入れ、名古屋の平和を守るために悪と戦う。十傑衆はガブリンに食べさせる夢を奪うために次々に名古屋の街へやって来くるが、それがボイメンだとは気付かないワッショイダーにことごとく倒される。十傑衆は1人2人と減ってゆき、夢を食べられないガブリンは苛立ちを募らせていく。ワッショイダーに救われてから西野はワッショイダーを慕っているが、水野から「ワッショイダーであることは誰にも明かしてはいけない」と伝えられている寺坂たちはそれによってもどかしい思いもする。
ボイメンの失踪が世間で騒がれている中、谷口は「彼らは必ず戻ってくると信じています」と復帰ライブの日程を発表したが、ボイメンの消息がつかめないまま時間が過ぎていく。西野は寺坂に、ワッショイダーが祭nine.の夢を守ってくれるようにと手作りのワッショイダーの人形を渡した。そんな中、寺坂はかつて約束を交わした場所で水野と再会した。喜ぶ寺坂に対して水野は「夢は諦めなければ絶望に変わるだけだ」、「夢なんか持たず楽に生きていけ」と、以前の自分たちをすべて否定する言葉を投げかけ、寺坂の夢を食べるべく魔人に変身した。戦いに敗れた寺坂は水野に夢を食べられ、意識を失ったままの状態となる。ほかのメンバーたちもこれまで戦ってきた相手、担任の辻田、そして水野が、自分たちが憧れてきたボイメンが魔人に変わった姿であることを知った。魔界に戻った水野は寺坂の夢をガブリンに捧げるために吐き出そうとするが、それができずに苦しむ。
ボイメン復帰ライブの当日、寺坂不在の祭nine.6人の前にふたたび水野が現れた。6人はワッショイダーに変身して魔人の水野と戦うが勝てそうにない。皆の会話からワッショイダーが祭nine.だと知った西野は、意識不明のまま病院のベッドで眠り続けている寺坂に付き添っている。すると、寺坂の「意識」が人形を通じて西野に語りかけ、自分を皆の元へ連れて行ってほしいと言う。寺坂は戦いに敗れながらも、意識だけを人形の中に逃がしていたのであった。寺坂は自分がボイメンのように魔人に変わっていないことから、自分の夢がまだガブリンに食べられていないと察し、それは水野の中に水野自身の夢がまだ残っていることが原因だと考えていた。その読みは的中し、ワッショイダーは7人で水野を倒すことに成功した。十傑衆すべてを倒されたガブリンはワッショイダーを異空間に引きずり込み、直接対決に挑む。ワッショイダーは強敵のガブリンに苦戦するが、名古屋の人々の夢を集結させて力に変え、その力でガブリンを倒すことができた。そして復活したボイメンと再会し、ボイメンは愛知県体育館で復帰ライブを開催する。あの日と同じように舞台袖でこれを見る祭nine.は、皆で「夢は諦めなければ必ず叶う」という思いを確かにする。

## キャスト

### 祭nine. / ワッショイダー
役名と演者名は同じ。ワッショイダーのカラーは祭nine.のメンバーカラーである。
寺坂頼我 / ワッショイダーレッド
祭nine.のリーダー。第1話でワッショイダーに変身。「尾張名古屋の救世主！祭戦士ワッショイダー！」という名乗りは彼が一人で行う。ワッショイダーの名は彼がつけたものだが、メンバーや荻野からは「ダサい」と酷評されている。
野々田奏 / ワッショイダーイエロー
第4話、メンバーで最後にワッショイダーに変身。グループ一の熱い性格。東山動植物園でアルバイトをしている。ワッショイダーを「ヒーローごっこ」だと拒否していたが、懇意にする勝田の危機を目の当たりにし、寺坂の説得でワッショイダーになった。寺坂の代わりに名乗りを担当することもあるが、そこで勝手に「ハッピハッピボーイズ」と名乗ってしまう上に「両方ダサい」とこちらもメンバーから酷評されている。
清水天規 / ワッショイダーパープル
第2話でワッショイダーに変身。実家はもつ鍋屋を営み、料理人が将来の夢だったころもある。またその手伝いのため稽古に参加しないことがある。名乗りは「パープル」ではなく「むらさき」。
浦上拓也 / ワッショイダーホワイト
第1話でワッショイダーに変身。京都の出身で名古屋の文化に疎い。普段は標準語で話すが、感情的になると関西弁が出る。荻野の「結婚式を挙げたい」という夢に協力したことから、荻野に好意があると勘違いされている。
横山統威 / ワッショイダーグリーン
第1話でワッショイダーに変身。 第6話では、ドラゴンズの選手になりたい高杉兄弟の練習に付き合うことにしたが、野球はあまり得意でないので、身体能力が上がるワッショイダーに変身して練習に付き合おうとした。
神田陸人 / ワッショイダーピンク
第3話でワッショイダーに変身。祭nine.のなかでいちばん西野に対する思いが強い。
髙崎寿希也 / ワッショイダーブルー
第2話でワッショイダーのことを知るが、夢のパワーが足りなかったために変身できなかった。第3話でナナちゃん人形のナナミの応援を受けて変身に成功した。

### 学校の関係者
西野明日香
演 - 華村あすか
本作品のヒロイン。祭nine.のクラスメイト。夢を取り戻したワッショイダーを慕うようになる。実家の喫茶店「キャラバン」の手伝いをしている。
荻野玲奈
演 - 高根まどか
祭nine.のクラスメイトで、西野の友人。西野とは違い祭nine.からぞんざいな扱いを受けている。男勝りの勝気な性格。
南小雪
演 - 大久保佳代子
保健医の先生。若い男が好きで、いろいろな手を使って祭nine.を保健室におびき寄せる。
辻田先生
演 - ？
ボイメンの失踪後に祭nine.のクラスの担任となった教師。生徒たちに「夢」を説く熱血漢。
織田校長
演 - 天童よしみ
校長。祭nine.を応援しており、歌のアドバイスを送ることもある。

### BOYS AND MEN
BOYS AND MENは魔人・十傑衆となる。十傑衆は怪人の姿になって人間の夢を食べ、それを魔界で「鵜飼いの鵜」のように吐き出してガブリンに捧げる。夢を持ってくることに失敗して魔界に戻ると、別の物に姿を変えられて地上で痛い目に遭うという制裁を受ける。
水野勝
BOYS AND MENのリーダー。寺坂の心の支えであり、祭nine.にとって特に憧れの存在。ほかのメンバーと違い魔人になったあとも水野本人として祭nine.の前に現れる。ワッショイダーに敗れてパンチンググローブに変えられたが、正気を取り戻しており、自ら寺坂が戦うための道具となった。
田中俊介
魔人となった田中はプロ野球のスカウトマン・中田に扮して高杉兄弟とワッショイダー全員の夢を食べる。敗れてエキスパンダーに変えられた。
祭nine.は後に、スカウトマンが田中のように筋肉自慢の男であったことを思い出す。
田村侑久
魔人となった田村はフィギュアスケートのコーチに扮して西野の夢を食べる。敗れてダーツボードに変えられた。
祭nine.は後に、コーチが田村のようにチラシ配りの達人であったことを思い出す。
辻本達規
上記の辻田先生に扮して生徒たちに夢を持たせ、それをすべてガブリンに食べさせようと目論む。敗れてプロテインシェーカーに変えられた。
祭nine.からは「ケチで奢ってもらったことがない」・「高い服を着ているのにダサい」・「熱血バカ」と散々な印象を持たれていた。
小林豊
魔人となった小林は「矢場とん」の店員に扮して加藤の夢を食べる。敗れてタワシに変えられた。
祭nine.は後に、店員が小林のような高い女子力の持ち主であったことを思い出す。
本田剛文
魔人となった本田はナナちゃん人形の夢を食べきることに失敗した結果ナナミを誕生させ、謎の男・本間に扮して祭nine.とナナミの前に表れる。敗れて保温ポットに変えられた。
祭nine.は後に、謎の男が本田のように背が低く理屈っぽいことを思い出す。
勇翔
別の人間に扮したりせず、魔人として祭nine.の前に現れる。土田と共謀して祭nine.を名古屋城の地下におびき寄せる。敗れて土田とともに刀のおもちゃに変えられた。
祭nine.は後に、魔人が勇翔と同じ「ヒーローおたく」であったことを思い出す。
平松賢人
魔人となった平松はカメラマンに扮して荻野の夢を食べようとするが本人に抵抗され失敗。敗れて哺乳瓶に変えられた。
祭nine.は後に、平松の趣味がカメラであること、カメラマンが平松のように顎が長かったことを思い出す。
土田拓海
ワッショイダーに簡単に倒されそうになったところを逃げ出し、魔界で制裁を受けるところを一度は勇翔に救われる。ガブリンのもとから逃げて来た土谷という男としてふたたび祭nine.の前に現れ、ボイメンの居場所を知っていると騙した。
祭nine.は後に、土谷の「ヘタレなナルシスト」ぶりが土田に似ていたと振り返る。
吉原雅斗
魔人となった吉原は東山動植物園を取材する記者に扮して勝田の夢を食べる。敗れてカピバラのぬいぐるみに変えられた。
祭nine.は後に、記者の顔が吉原のようにカピバラに似ていたことを思い出す。

### 大魔王ガブリン陣営
大魔王ガブリン、その手下の十傑衆に制裁を下すロボット風の魔人、数体の怪人、そしてBOYS AND MENが魔人となった十傑衆がいる。
大魔王ガブリン
演 - 島内誠也 / 飯塚昭三（声）

### その他
加藤大吉
演 - マギー審司
名古屋のトンカツ専門店「矢場とん」の店長。「赤味噌を世界に広めたい」という夢を持つ。（第2話）
ナナミ
演 - 中尾有伽
「街を歩きたい、デートがしてみたい」という夢を持っていた巨大マネキンのナナちゃん人形が、本田がその夢を食べきることに失敗して人間の姿を得た少女。ナナちゃん人形は子供のころの髙崎の優しさに触れており、ナナミとして髙崎とデートをする。（第3話）
勝田優
演 - 市川欣希
東山動植物園のゴリラ「シャバーニ」の飼育員。そこでアルバイトをする野々田の仲の良い先輩。（第4話）
高杉達也・高杉和也
演 - 達也：阪本颯希・和也：阪本光希
中日ドラゴンズの選手になることを夢見る双子の野球少年。（第6話）
谷口社長
演 - 谷口誠治
本人役。祭nine.およびBOYS AND MENの所属事務所の社長。
その他
おとめボタン、永岡歩（CBCアナウンサー、第1話・最終話）、中原聡太（BOYS AND MEN研究生、第3話）、シャオロン・パオロン・チアドラゴンズ（第6話）、BOYS AND MENエリア別研究生（第6話）、南部志穂（CBCアナウンサー、第7話）、パンサー尾形（第8話）、吉岡直子（CBCアナウンサー、最終話）

## スタッフ
- ナレーション - 外島孝一
- 企画・原案 - 谷口誠治
- プロデューサー - 安部正実、槌田一平
- 脚本 - 秦建日子、高坂風里、平井諭、小林昌、植田尚
- 監督・編集・キャラクターデザイン・シリーズ構成 - 植田尚
- アクション監督 - 田口士
- アクションコーディネーター - 谷村祐司
- 音楽 - 大石憲一郎、YUMIKO
- 主題歌 - 祭nine.「祭戦士ワッショイダー」(テイチクエンタテインメント)[9]
- エンディングテーマ - 祭nine.「嗚呼、夢神輿」(テイチクエンタテインメント)
- 挿入歌 - BOYS AND MEN「Chance for Change」（Fortune Records）
- CG - スタジオ・バックホーン
- 技術協力 - アートエディット、ヴァンシャープ
- 美術協力 - BEENS
- 音響効果 - スポット
- ポスプロ - ブル、三友（MITOMO STUDIO SHIBUYA）
- エグゼクティブプロデューサー - 谷口誠治、赤星哲
- 総括プロデューサー - 竹田太郎、岩佐芳弘
- 制作プロデューサー - 原口淳、小森耕太郎
- 撮影協力 - 愛知県フィルムコミッション協議会、なごやロケーションナビ、名古屋市、名古屋産業大学、名古屋経営短期大学、愛・地球博記念公園、他
- 制作協力 - CBCテレビ
- 制作プロダクション - ファースト・エンタープライズ
- 製作著作 - 2018「祭戦士ワッショイダー」製作委員会（フォーチュンエンターテイメント、CBCテレビ、テイチクエンタテインメント、トライ・ディー、MBS、BS11）

## 製作
本作品の情報は2018年2月23日に解禁された。撮影はこの情報解禁の約1か月前から行われ、約1か月半の撮影期間を経て3月8日にクランクアップした。同月16日にCBCテレビで会見をおこなった。
製作の『2018「祭戦士ワッショイダー」製作委員会』は、祭nine.の所属事務所であるフォーチュンエンターテイメント、所属レーベルのテイチクエンタテインメント、制作協力に携わるCBCテレビ、その他放送局のMBSとBS11、タレントグッズの企画開発などを行う会社トライ・ディー、から成る。監督の植田尚は、寺坂頼我や野々田奏らもBOYS AND MEN研究生時代に出演したBOYS AND MENの主演映画『BOYS AND MEN 〜One For All, All For One〜』の監督であり、BOYS AND MEN研究生のシングル「ドドンコ Don't worry」のミュージック・ビデオの監督もつとめた。植田は監督と最終話の脚本のほか、シリーズ構成、キャラクターデザイン、編集も担った。
企画・原案でありドラマにも登場する谷口誠治は、実際のフォーチュンエンターテイメントの社長であり、BOYS AND MENのプロデューサーである。総括プロデューサーの竹田太郎はフォーチュンエンターテイメントの取締役とそのグループ会社の代表として所属グループの運営に携わっているほか、後述する秦建日子の映画のプロデュースなどを手掛けている。第1話脚本の秦建日子は、映画『クハナ!』・『キスできる餃子』、舞台『らん』など、秦の制作した作品にBOYS AND MENやBOYS AND MEN研究生のメンバーが出演したことがある。

## サブタイトル
| 話     | 放送日         | サブタイトル                 | 対戦するBOYS AND MEN | 脚本     |
| ------ | -------------- | ---------------------------- | -------------------- | -------- |
| 第1話  | 2018年 4月13日 | 氷の上に舞う金鯱             | 田村侑久             | 秦建日子 |
| 第2話  | 4月20日        | 世界に広げよう！赤味噌の輪   | 小林豊               | 高坂風里 |
| 第3話  | 4月27日        | 消えたナナちゃん人形         | 本田剛文             | 平井諭   |
| 第4話  | 5月4日         | イケメンゴリラが救った夢     | 吉原雅斗             | 小林昌   |
| 第5話  | 5月11日        | 名古屋花嫁物語               | 平松賢人             | 小林昌   |
| 第6話  | 5月18日        | 双子のリトルドラゴンズ       | 田中俊介             | 高坂風里 |
| 第7話  | 5月25日        | ナゴヤジョウの秘密           | 土田拓海・勇翔       | 平井諭   |
| 第8話  | 6月1日         | 再会                         | 水野勝               | 小林昌   |
| 第9話  | 6月8日         | モーニング、そして悲しみの夜 | 辻本達規・水野勝     | 高坂風里 |
| 最終話 | 6月15日        | 夢のカケラ                   | 水野勝               | 植田尚   |

## 放送、配信

### 放送局
| 放送期間                | 放送時間         | 放送局   | 対象地域   | 備考                  |
| ----------------------- | ---------------- | -------- | ---------- | --------------------- |
| 2018年4月13日 - 6月15日 | 金曜 1:29 - 1:59 | CBC      | 中京広域圏 | TBS系列               |
| 2018年4月16日 - 6月18日 | 月曜 1:20 - 1:50 | 毎日放送 | 近畿広域圏 | TBS系列               |
| 2018年5月7日 - 7月9日   | 月曜 1:30 - 2:00 | BS11     | 全国       | BS放送 / 『ANIME+』枠 |

### 配信
MBS動画イズム、Tverで最新回が無料見逃し配信されたほか、Paraviで全話視聴が可能。

## 映像ソフト
DVDがVol.1, 2, 3の全3巻でリリースされた。